# Ala Bianca
Ala Bianca Group S.r.l., o più semplicemente Ala Bianca, è un editore musicale e casa discografica indipendente italiana.

## Storia
Ala Bianca Group è un'azienda italiana attiva nel campo della dell'editoria musicale e della discografia fondata da Toni Verona nel 1978 insieme ai soci Corrado Bacchelli e Wainer Tagliazzucchi. Nel 1984 Toni Verona rileva l'intero pacchetto azionario per poi, due anni dopo, entrare nel mercato discografico.
La distribuzione fu dapprima affidata ad EMI Italiana fino al 1991, successivamente a Warner Music Italy. Dopo un primo periodo in cui si è dedicata alla produzione di musica dance, si è poi orientata verso la canzone popolare e d'autore. A partire dal 1989 ha ripubblicato il catalogo di musica popolare I Dischi del Sole a seguito di un accordo esclusivo con l'Istituto Ernesto De Martino. Nel 1991 ha creato la collana di musica d'autore I Dischi del Club Tenco a seguito di un particolare accordo esclusivo con il Club Tenco.
Successivamente ha prodotto musica latina e licenziato numerosi cataloghi da paesi dell'America Latina (Cuba, Colombia, Venezuela, Cile...).
Negli anni 2000 ha iniziato a produrre colonne sonore per film e documentari.
Tra gli artisti prodotti e pubblicati dalla etichetta vanno citati Enzo Jannacci, Alan Sorrenti, Paolo Jannacci, Marlene Kuntz, Andhira, Roberto Murolo e Ciro Sebastianelli, Rudy Marra, Giovanna Marini, Ivan Della Mea, Silvia Nair, Paolo Pietrangeli, Gianni Maroccolo e Claudio Rocchi, Max Manfredi, Têtes de Bois, Il Parto delle Nuvole Pesanti, A Toys Orchestra, Debora Petrina, Giorgio Conte, Franco Eco.

## Dischi
La datazione qui riportata si basa sull'etichetta del disco o sulla copertina; qualora nessuno di questi elementi abbia una datazione, è basata sulla numerazione del catalogo.

La sigla DDCT, presente in alcune emissioni, significa Dischi Del Club Tenco.
| Numero di catalogo | Formato | Anno              | Interprete                                                         | Titoli                                                    |
| ------------------ | ------- | ----------------- | ------------------------------------------------------------------ | --------------------------------------------------------- |
| DDCT 128553726-2   | CD      | 1993              | Esecutori vari                                                     | Club Tenco - Vent'anni di canzone d'autore volume secondo |
| DDCT 128553800-2   | CD      | 1999              | Esecutori vari                                                     | Roba di Amilcare                                          |
| ABR 128553845-2    | CD      | 12 ottobre 2001   | Enzo Jannacci                                                      | Come gli aeroplani                                        |
| DDCT 128553867-2   | CD      | 2002              | Duilio Del Prete                                                   | Duilio Del Prete canta Brel                               |
| DDCT 128553870-2   | CD      | 2002              | Esecutori vari                                                     | Canzoni per te - Dedicato a Sergio Endrigo                |
| ABR 128553874-2    | CD      | 7 febbraio 2003   | Enzo Jannacci                                                      | L'uomo a metà                                             |
| ABR 128553908-2    | CD      | 2003              | Esecutori vari                                                     | Lo shomano                                                |
| ABR 128553913-2    | CD      | 22 ottobre 2004   | Enzo Jannacci                                                      | Milano 3.6.2005                                           |
| DDCT 128553931-2   | CD      | 2006              | Esecutori vari                                                     | Seguendo Virgilio                                         |
| ABR 128553951-2    | CD      | 24 novembre 2006  | Enzo Jannacci                                                      | The Best 2006                                             |
| ABR 128553953-2    | CD      | 2006              | Rudy Marra                                                         | Sono un genio ma non lo dimostro                          |
| DDCT 128553973-2   | CD      | 2008              | Esecutori vari                                                     | Bruno Lauzi & il Club Tenco                               |
| ABR 128553979-2    | CD      | 2008              | Esecutori vari                                                     | È finito il sessantotto?                                  |
| ABR 128553982-2    | CD      | 2008              | Franco Trincale                                                    | L'ultimo cantastorie                                      |
| ABR 128553984-2    | CD      | 26 settembre 2008 | Max Manfredi                                                       | Luna persa                                                |
| ABR 128553985-2    | CD      | 2008              | Ivan Della Mea                                                     | Antologia                                                 |
| DDCT 128553987-2   | CD      | novembre 2008     | Pan Brumisti e esecutori vari                                      | Quelle piccole cose                                       |
| DDCT 128553988-2   | CD      | novembre 2008     | Esecutori vari                                                     | Bardoci                                                   |
| ABR 128553989-2    | CD      | 21 novembre 2008  | Enzo Jannacci                                                      | The Best - Concerto - Vita - Miracoli                     |
| ABR 128553991-2    | CD      | 2009              | Marlene Kuntz, Gianni Maroccolo, Cecco Signa, Fabio Barovero, Kaas | Tutta colpa di Giuda                                      |
| ABR 128553995-2    | CD      | 2009              | Esecutori vari                                                     | Margarita Caliente                                        |
| ABR 128553996-2    | CD      | 2009              | Paolo Pietrangeli                                                  | Antologia Paolo Pietrangeli                               |
| ABR 128554007-2    | CD      | 2010              | Têtes de Bois                                                      | Goodbike                                                  |
| ABR 128554053-2    | CD      | 2012              | Têtes de Bois                                                      | Mai di Moda Since 1992                                    |
| ABR 128554056-2    | CD      | 2012              | Eva Mon Amour                                                      | Lo specchio e l'aspirina                                  |
| ABR 128554100-2    | CD      | 2014              | Têtes de Bois                                                      | Extra                                                     |
|                    | CD      | 2020              | Silvia Viscardini                                                  | Anja - Real Love Girl OST                                 |